# Wales Millennium Centre
Il Wales Millennium Centre, noto localmente con il soprannome di Armadillo, è un teatro sito a Cardiff Bay, nell'area di Cardiff in Galles. Il sito occupa un'area di 1,9 ettari. Il primo lotto dell'opera fu inaugurato il 26-28 novembre 2004 ed il secondo il 22 gennaio 2009 con un concerto inaugurale.

## Storia

Panorama esterno del complesso

Il complesso ospita regolarmente spettacoli di opera lirica, balletto, danza, commedie e musical ed è la sede della Welsh National Opera.
Comprende un grande teatro e due sale di più piccole dimensioni, oltre a bar, ristoranti e negozi vari. In esso hanno sede diversi organismi di spettacolo (otto in totale) fra i quali la già citata compagnia nazionale dell'opera del Galles, l'Orchestra Sinfonica del Galles e diversi organismi teatrali e di danza.
Il teatro principale, intitolato a Donald Gordon, ha una capienza di 1.897 posti, la sala BBC Hoddinott può ospitare 350 spettatori e la Weston Studio ne contiene 250.

## L'edificio nei mass media
- Nelle puntate della serie Doctor Who compare spesso con la cabina blu.
- Nella serie televisiva Torchwood (spin off di Doctor Who) sotto il Millennium Center è situato il "nucleo", la base segreta della squadra operativa di Torchwood.